# Звонкий фарингальный фрикатив
Зво́нкий фаринга́льный фрикати́в — вид фарингального согласного, встречающегося в некоторых языках.
В международном фонетическом алфавите обозначается знаком ʕ, в X-SAMPA знаком ?\.

## Особенности
- Характер его произношения варьируется между аппроксимантом и фрикативом, то есть звук образуется путём сужения голосового тракта в области артикуляции, но обычно этого недостаточно для того, чтобы создать большую турбулентность в воздушном потоке. Языки не отличают звонкие фрикативы от аппроксимантов, образующихся в горле.
- Область его артикуляции — фарингальная, то есть, он образуется при соприкосновении корня языка с задней стенкой глотки.
- Это звонкий звук, то есть, голосовые связки вибрируют во время артикуляции.
- При произнесении данного согласного воздух выходит только через рот.
- Это центральный согласный, то есть, он создается путем направления воздушного потока вдоль центра языка, а не в стороны.
- Это пульмонический согласный, то есть, при его произнесении воздух выталкивается только лёгкими и диафрагмой, как и в большинстве звуков.

## Распространение
Фарингальные согласные не очень широко распространены. Иногда фарингальные аппроксиманты развиваются из увулярных аппроксимантов. Во многих языках, где были описаны фарингальные фрикативы или аппроксиманты, при более тщательном изучении оказывается, что это на самом деле эпиглоттальные согласные. К примеру, звук /ʕ/ в арабском и в стандартном иврите (не в современном — израильтяне обычно произносят его как гортанную смычку) также был описан как звонкий эпиглоттальный фрикатив, эпиглоттальный аппроксимант и фарингализованная гортанная смычка.
| Язык                       | Язык                       | Слово        | МФА              | Значение           | Замечания |
| -------------------------- | -------------------------- | ------------ | ---------------- | ------------------ | --- |
| Абазинский                 | Абазинский                 | гӀапынхъамыз | [ʕaːpənqaːməz]   | 'март'             | |
| Аварский                   | Аварский                   | гӀоркь       | [ʕortɬʼː]        | 'рукоять'          | |
| Алюторский                 | Алюторский                 |              | [ʕu'jamtawilʔən] | 'человек'          | [ 3 ] |
| Арабский                   | Арабский                   | ثعبان        | [θuʕbaːn]        | 'змея'             | |
| Ассирийский новоарамейский | Ассирийский новоарамейский | ܬܲܪܥܵܐ         | [tər'ʕɑː]        | 'дверь'            | Произносился так только в речи образованных людей и в религиозной речи. Большинство людей произнесло бы это слово как [tərɑː]. |
| Иврит                      | Иракский                   | עברית        | [ʕibˈriːθ]       | 'иврит'            | |
| Иврит                      | Сефардский                 | עברית        | [ʕivˈɾit]        | 'иврит'            | |
| Иврит                      | Йеменский                  | עברית        | [ʕivˈriːθ]       | 'иврит'            | |
| Кёр-д’ален                 | Кёр-д’ален                 |              | [stʕin]          | 'антилопа'         | [ 4 ] |
| Коптский                   | Коптский                   | ⲁϣⲁⲓ         | [əʕˈʃai]         | 'умножаться'       | |
| Кабильский                 | Кабильский                 | ɛemmi        | [ʕəmːi]          | 'мой дядя по отцу' | |
| Маршалльский               | Маршалльский               | enana        | [ɛ̯ɛnæ͡ɑʕnæ͡ɑʕ]     | 'это плохо'        | |
| Окситанский                | Окситанский                | pala         | [ˈpaʕa]          | 'лопата'           | В северном овернском диалекте.                                                                                                 |
| Сомалийский                | Сомалийский                | cunto        | [ʕuntɔ]          | 'еда'              | |
| Стони                      | Стони                      | marazhud     | [maʕazud]        | 'дождь'            | |
| Туройо                     | Туройо                     | ܐܰܪܥܳܐ         | [arʕo]           | 'Земля'            | |
| Чеченский                  | Чеченский                  | Ӏан          | [ʕan]            | 'зима'             | |
| Ингушский                  | Ингушский                  | Iаддал       | [ʕaddal]         | 'Лучник'           | |